# Carl Gottlob Füssel
Carl Gottlob Füssel (ca. 1778 i Sachsen – 23. juli 1860 i København) var en tyskfødt klarinettist i Det Kongelige Kapel fra 1802-1830 og stadsmusikant i København.

## Liv og gerning
Füssel fungerede i knap 30 år som musiker, hvorefter han blev afskediget og til gengæld blev udnævnt til stadsmusikant. Det skulle vise sig, at dette embede blev nedlagt da han døde. Han var altså den sidste i en lang række, og måtte bruge mange kræfter på at forsvare sin post. Det var nu ikke noget let job at bestride. Der foreligger en række dokumenter, der illustrerer Füssels prækære stilling i et samfund, der gradvis gik fra detailstyring til fri næring også på det musikalske felt. Füssel var bl.a. i strid med Tivolis ledelse om retten til at levere musik til arrangementerne der. Som bekendt var H.C. Lumbye Tivolis ukronede musikkonge og Füssel vandt da heller ikke sin sag. 
Füssel var først og fremmest musiker, men der foreligger nogle få musikstykker komponeret eller arrangeret af ham: 12 Angl. et 2 Waltzer, En kosakisk Entree (ballet 1815), Terpsychores Høitid (ballet) og 1 polonoise, deux angloises et un walse pour pianoforte

## Diverse
Füssel var en stor beundrer af Mozarts musik. Dennes enke giftede sig efter hans død med en dansk diplomat, etatsråd G.N. Nissen. De boede i København i årene fra 1810-1820. Da familien flyttede til Tyskland solgte de et af Mozarts rejseklaverer til Carl Gottlob Füssel. Det var i hans slægts eje til 1899. 
To sønner gjorde sig gældende i tiden. Den ene, Carl Christian August Füssel (4. maj 1811 – 1. maj 1849) var maler. Han deltog på dansk side i Treårskrigen og blev hårdt såret i et slag ved Kolding og døde ret efter. Den anden, Andreas Gotthilf Füssel (1806 – 9. december 1865) var balletdanser på Det Kongelige Teater.